# 數碼印刷
数码印刷是指从数位的图像直接印刷成各种媒体的方法。它通常指的是包括以桌面出版进行短版印刷的专业印刷和其他數位的資料使用大幅面以及高产量的激光或喷墨打印机打印。数位印刷的每页成本比传统胶印方法要高一些，但这个价格通常可以被不需要制作印版所需的所有技术步骤的成本所抵消。它也可以用于按需印刷，缩短印制时间，甚至可以改变每一印所用的图像（可变数据）。所节省的人工以及数字印刷机的能力日益增长等因素，表示数码印刷正在达到能够媲美或超过胶印技术以较低的价格印刷印数为几千张印件的能力。

## 工艺
数位印刷和传统印刷方法（如平版印刷、柔性版印刷、凹版印刷或凸版印刷）的最大区别，在于数码印刷不需要更换印版，而在模拟印刷中，印版要不断更换。这样，数码印刷能加快印制时间，降低成本，但是通常大多数商业数位印刷工艺还是会损失一些细微的图像细节。最常见的数码印刷方法包括喷墨或激光打印机，将颜料或墨粉印到各种承印材料上，包括纸张、相纸、帆布、玻璃、金属、大理石等材料。
在许多工艺中，在油墨或墨粉不会像传统油墨那样渗透到承印材料中，而是在表面上形成薄薄的一层，通过使用热处理的融熔液体（墨粉）或UV固化工艺（油墨），使其附着在承印材料上。

## 数码印刷方法的说明

### 高仿真喷墨打印
高仿真数位喷墨印刷是直接从计算机图像文件最终输出喷墨打印机上打印的。它是从柯达、3M和其他各大厂商的数位打样技术发展而来的，艺术家和其他印刷者努力适应这些专用的印前打样设备进行高仿真打印。很多这些类型的印刷企业做过实验，最有名的是 IRIS打印机，最初进行高仿真打印的是程序员大卫·昆斯（David Coons），后来在1991年由Nash Editions印刷公司的Graham Nash进行高仿真打印的试验。最初，这些印刷厂只限于使用光面纸，但是IRIS图形打印机可以用各种纸张材料，包括传统的和非传统的承印材料。 IRIS打印机多年来一直是高仿真数位打印的标准，今天仍然在使用，但是已经被其他厂商制造的大幅面打印机取代的，如爱普生和惠普，使用防褪色的档案油墨（颜料类的以及较新类型的溶剂型墨水）和为高仿真印刷专门设计的供存档用的承印材料。

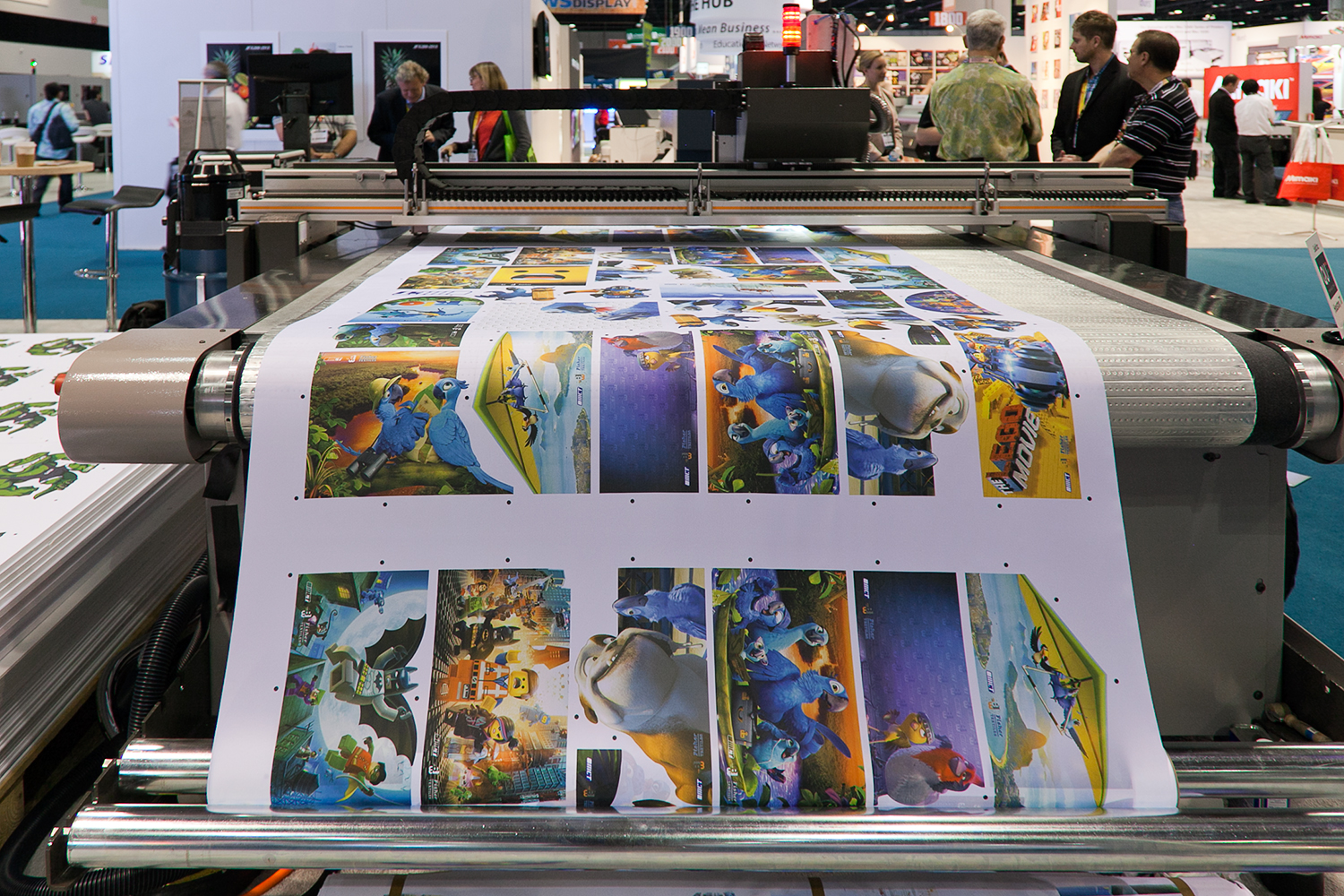
數位印刷機

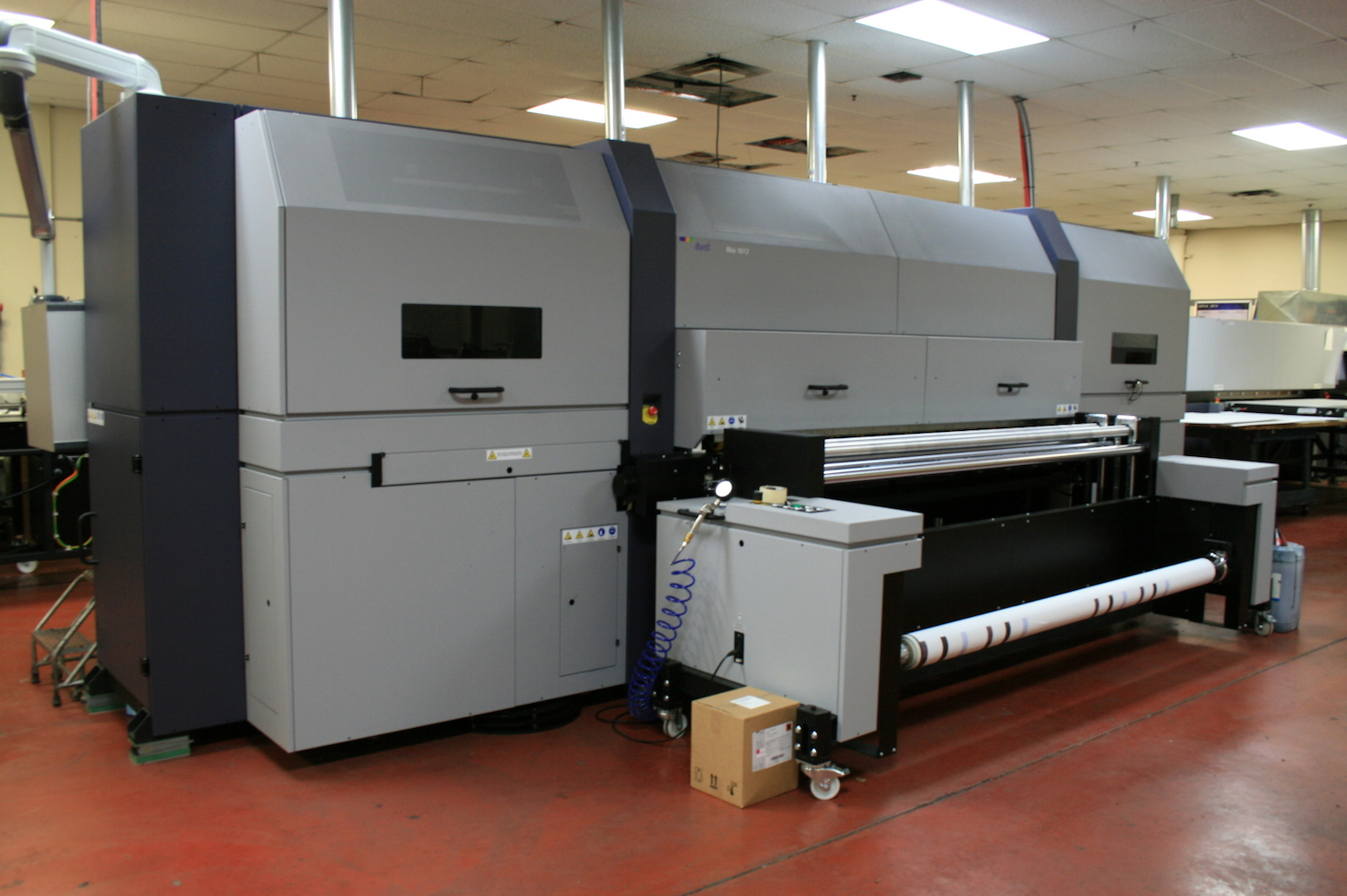
一體式數位印刷整機

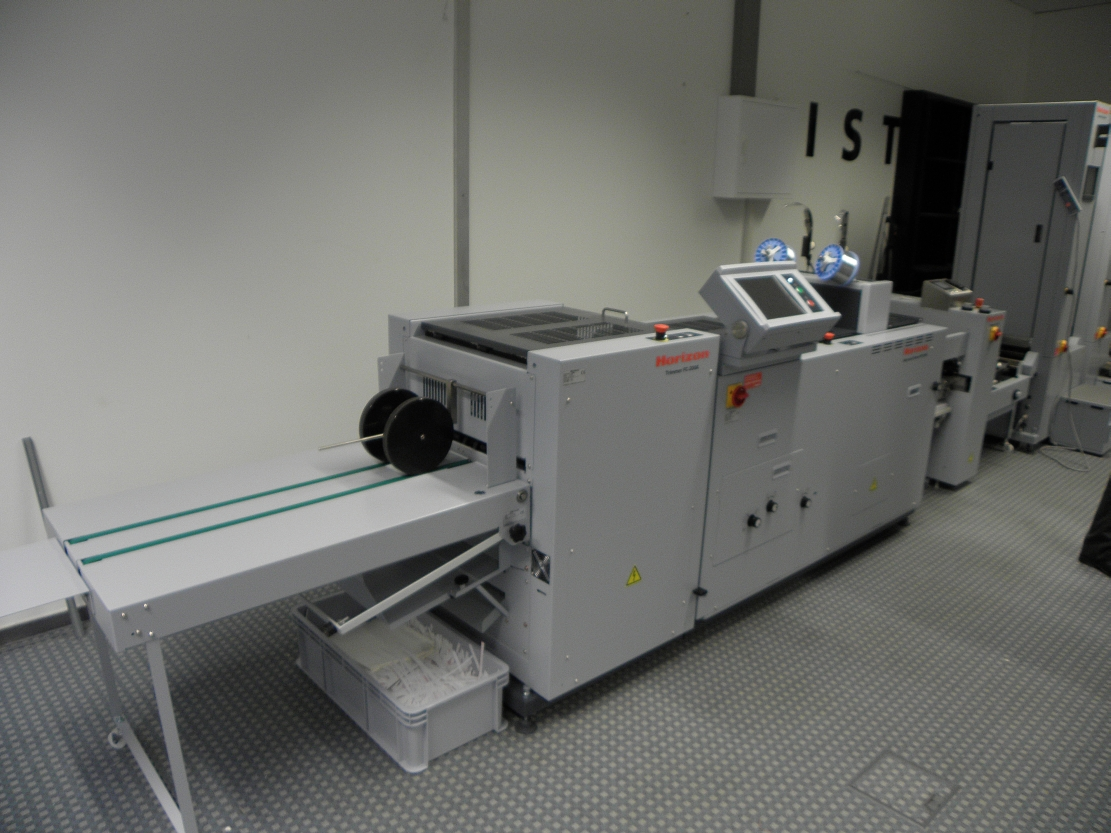
德國製小型數位印刷整機

高仿真喷墨打印用的承印材料包括传统的铜版纸，如Rives BFK、Arches 水彩画纸、处理和未处理的画布、实验性承印材料（如金属和塑料）和织物。
对于高仿真艺术作品复制所用的原稿，以每份印张的成本来说，喷墨印刷比传统的四色胶印还要高，但采用喷墨印刷的话，艺术家不必支付昂贵的制版费用，也不必支付销售和储存大量四色胶印印刷品的费用。喷墨复制品可以根据需要进行打印和销售。喷墨印刷还能让艺术家具有对自己的图像进行总量控制的优点，包括最终的色彩校正，所要使用的承印材料，有些艺术家自己拥有打印机，自己进行操作。
数位喷墨印刷还可以输出各种类型的数位艺术，作为成品或进一步处理的艺术品的一部分。实验艺术家经常在最终打印表面上再添加纹理或其他介质，或者用它作为混合媒体作品的一部分。这些年来的采用了许多工艺，包括“digigraph”和“giclée”。成千上万的影印店和数位喷绘店现在开始在世界各地为画家、摄影师和数位艺术家提供服务。

### 在传统相纸上用数位激光曝光
数码影像可以用激光在现有的光敏感的相纸上曝光，并用照相显影剂和定影剂显影定影。这些照片就是照片，图像细节是连续调的。照片的存档质量可以达到各家相纸制造商给出的规格。在大幅面照片冲洗打印时，最大的好处是，因为不采用镜头，不会有渐变问题，也不会在图像的四角产生图像细节失真的问题。
在过去的几年中，数位印刷技术取得质量和纸张幅面上取得实质性的进步。

## 应用
数位印刷与传统方法相比具有许多优点。其中一些应用包括：
- 桌面出版：只有采用不需要印版的工艺，才有可能实现廉价的家庭和办公室的打印。
- 可变数據印刷：利用数据库生成的文件进行个性化印刷。
- 美术：作为档案用和数位印刷方法，包括实用相纸曝光的照片，以及在水彩画纸上用颜料型墨水制作giclée印品。
- 按需印刷 ：使用数位印刷进行个性化印刷，例如根据孩子的姓名訂製的儿童读物、相册（例如婚礼纪念相册），以及其他具有不同页数、不同装订方式的短版图书。
- 广告：通常用于户外横幅广告和活动的标牌、行业展览、零售业销售点的标牌，以及个性化直邮商业推广活动。
- 摄影：数位印刷可以在印相前修片和校色的能力，彻底改变了照片冲印的现状。